# Rupert Hine
Rupert Neville Hine (Londen, 21 september 1947 - Wimbledon, 5 juni 2020) was een Britse muzikant en muziekproducer uit het synthipop-tijdperk.

## Loopbaan
Hine is onder andere verantwoordelijk voor de productie van albums van Kevin Ayers, Tina Turner, Howard Jones, Saga, The Fixx, Bob Geldof, Thompson Twins, Stevie Nicks, Chris de Burgh, Suzanne Vega, Rush en Duncan Sheik. Hij heeft in totaal meer dan 100 albums geproduceerd. Daarnaast heeft hij ook zelf 11 albums opgenomen.
Hine was de oprichter van de band Quantum Jump. Als soloartiest is hij vooral bekend van het nummer "Misplaced Love", uitgebracht in 1981, dat wereldwijd een klein hitje is geweest. Veel fans beschouwen zijn albums Immunity, Waving Not Drowning en Wildest Wish to Fly als zijn beste werk.
Midden en eind jaren 80 produceerde Hine ook onder de naam Thinkman. Sinds september 2003 werkte hij aan een nieuw project samen met David MacIver Robinson.

## Discografie
- Pick Up a Bone (1971)
- Unfinished Picture (1973)
- Quantum Jump (1975)
- Barracuda (1978)
- Immunity (1981)
- Waving Not Drowning (1982)
- The Wildest Wish to Fly (1983)
- Better Off Dead (1985, Soundtrack)
- The Formula (als Thinkman) (1985)
- Life is a Full-Time Occupation (als Thinkman) (1988)
- Hard Hat Zone (als Thinkman) (1991)
- The Deep End (1994)
- Spin 1ne 2wo (1995)

## Productie
- Jon Pertwee - Who Is the Doctor (single, 1972)
- Rupert Hine and Simon Jeffes - Score (tv-muziek, 1973)
- Yvonne Elliman - Food of Love (album, 1973)
- Various Artists - Colditz Breakpoint (album, 1973)
- Jonesy - Growing (album, 1974)
- Kevin Ayers - The Confessions of Dr. Dream and Other Stories (album, 1974)
- Quantum Jump - Quantum Jump (album, 1974)
- John G. Perry - Sunset Wading (album, 1975)
- Nova - Blink (album, 1976)
- Rupert Hine - Snakes Don't Dance Fast (single, 1976)
- Dave Greenslade - Cactus Choir (album, 1976)
- John G. Perry - Seabird (album, 1976)
- Café Jacques - Round the Back (album, 1977)
- Quantum Jump - Barracuda (album, 1977)
- Anthony Phillips - Wise After the Event (album, 1977)
- Anthony Phillips - Sides (album, 1978)
- Rupert Hine and Simon Jeffes - The Kenny Everett Video Show (tv-muziek, 1978)
- Café Jacques - International (album, 1978)
- After the Fire - Laser Love (album, 1978)
- Rupert Hine - The Shout (soundtrack, 1979)
- Murray Head - Between Us (album, 1979)
- Quantum Jump - Mixing (album, 1979)
- Camel - I Can See Your House from Here (album, 1979)
- Wildlife - Burning (album, 1979)
- The Members - 1980: The Choice is Yours (album, 1980)
- Various Artists - First Offenders (album, 1980)
- Rupert Hine - Immunity (album, 1981)
- Saga - Worlds Apart (album, 1981)
- Jona Lewie - Heart Skips Beat (album, 1981)
- The Fixx - Shuttered Room (album, 1981)
- Rupert Hine - Waving Not Drowning (album, 1982)
- The Waterboys - A Girl Called Johnny (single, 1983)
- The Fixx - Reach the Beach (album, 1983)
- Saga - Heads or Tales (album, 1983)
- The Little Heroes - Watch the World (album, 1983)
- Chris de Burgh - The getaway (album, 1983)
- Rupert Hine - The Wildest Wish to Fly (album, 1983)
- The Fixx - Phantoms (album, 1984)
- Tina Turner - Private Dancer (tracks, 1984)
- Howard Jones - Human's Lib (album, 1984)
- Howard Jones - The 12" Album (album, 1984)
- Chris de Burgh - Man on the line (album, 1984)
- Martin Ansell - The Englishman Abroad (album, 1985)
- Howard Jones - Dream into Action (album, 1985)
- Rupert Hine and Various Artists - Better Off Dead (soundtrack, 1985)
- Thinkman - The Formula (album, 1986)
- The Fixx - Walkabout (album, 1986)
- Eight Seconds - Almacantar (album, 1986)
- Howard Jones - Action Replay (album, 1986)
- Tina Turner - Break Every Rule (tracks, 1986)
- Thompson Twins - Close to the Bone (album, 1986)
- Bob Geldof - Deep in the Heart of Nowhere (tracks, 1986)
- Various Artists - Secret Policeman's Third Ball (tracks, 1987)
- Underworld - Underneath the Radar (album, 1987)
- On Rebel Heels - One by One by One (album) (1987)
- Thinkman - Life Is a Full Time Occupation (album, 1988)
- The Joan Collins Fan Club - Leader of the pack (single, 1988)
- Stevie Nicks - The Other Side of the Mirror (album, 1988)
- Tina Turner - Foreign Affair (tracks, 1989)
- Rush - Presto (album, 1989)
- Thinkman - Hard Hat Zone (album, 1990)
- Various Artists - One World One Voice (album, 1990)
- The Fixx - Ink (tracks, 1990)
- Bliss - A Change in the Weather (album, 1990)
- Bob Geldof - The Vegetarians of Love (album, 1990)
- Rush - Roll the Bones (album, 1991)
- Remmy Ongala - Mambo (album, 1992)
- Chris de Burgh - Power of ten (album, 1992)
- Howard Jones - In the Running (album, 1992)
- Bob Geldof - The Happy Club (album, 1992)
- Spin 1ne 2wo - Spin 1ne 2wo (album, 1993)
- Rupert Hine - The Deep End (album, 1994)
- Katey Sagal - Well... (album, 1994)
- Various Artists - One Week or Two in the Real World (tracks, 1994)
- Milla Jovovich - The Divine Comedy (tracks, 1994)
- Les Négresses Vertes - Zig Zague (album, 1994)
- Touch! - Marche avec moi (album, 1994)
- This Picture - City of Sin (tracks, 1994)
- Ezio - Black Boots on Latin Feet (album, 1995)
- Eric Serra - GoldenEye (tracks, 1996)
- Noa - Calling (album, 1996)
- Duncan Sheik - Duncan Sheik (album, 1996)
- Marian Gold - United (album, 1996)
- Eric Serra - The Fifth Element (tracks, 1997)
- Celtus - Moonchild (album, 1997)
- Thanks to Gravity - Start (album, 1997)
- Various Artists - Welcome to Woop-Woop (tracks, 1998)
- Eric Serra - RXRA (album, 1998)
- Duncan Sheik - Humming (album, 1998)
- Eleanor McEvoy - Snapshots  (album, 1999)
- Stroke 9 - Nasty Little Thoughts (album, 1999)
- Rat Bat Blue - Greatest Hits - Vol. 2 (The Hungry Years) (album, 1999)
- Geoffrey Oryema - Spirit (album, 2000)
- Suzanne Vega - Songs in Red and Gray (album, 2001)
- Teitur - Poetry & Aeroplanes (album, 2003)
- Martin Grech - Unholy (album, 2005)
- Amanda Ghost - Time Machine (single, 2006)
- Stuart Davis - ¿What (album, 2006)
- T.D. Lind - Let's Get Lost (album, 2007)
- Songs for Tibet, album plus remix The Heart of the Matter (2008)

- Bibliothèque nationale de France: cb141871653 (data)
- Gemeinsame Normdatei: 134406605
- International Standard Name Identifier: 0000 0000 6322 9794
- Library of Congress Control Number: n91079295
- MusicBrainz: 690e63e5-baa2-4d49-92ae-973562b74469
- Nationale Bibliotheek van Tsjechië: xx0116685
- Nationale bibliotheek van Australië: 35463175
- Nederlandse Thesaurus van Auteursnamen: 070124353
- Virtual International Authority File: 43482782
- WorldCat: E39PBJyMdCbV9936vTcjtVPfbd